# Agència del Bundelkhand

Mapa

L'Agència del Bundelkhand fou una entitat de control polític dels estats tributaris protegits de la regió del Bundelkhand a l'Índia Britànica.
Quan els britànics van adquirir la regió en part per cessió (tractat de Vasai de 31 de desembre de 1802 modificat per tractat de 1803) i en part per conquesta (tractat de Poona del 1803), els prínceps locals van rebre sanads possessoris dels britànics a canvi de reconeixement escrit de lleialtat (ikrarnama). El 1806 la protecció es va estendre als marathes de Jhansi i els seus drets hereditaris foren reconeguts el 1817. Després de la tercera guerra maratha (1818) el peshwa va cedir tots els seus drets en el Bundelkhand als britànics.
El 1811 es va organitzar l'agència de Bundelkhand amb els principats reconeguts pels britànics i fou nomenat un agent polític a Banda. El 1818 la capital de l'agència es va traslladar a Kalpi (el 1819 Banda fou escollida capital del districte de South Bundelkhand, que després fou el districte de Banda) fins al 1824 quan va passar a Hamirpur, per retornar a Banda el 1832. L'agent polític estava sota autoritat del tinent governador de les Províncies del Nord-oest (des de 1835 sovint anomenada Província d'Agra). El 1849 l'autoritat fou traspassada breument al comissionat dels Territoris del Saugor i Nerbudda, que va nomenar un assistent polític a Jhansi, però el 1851 l'autoritat fou traslladada al resident de Gwalior i la capital es va traslladar a Nowgong, on va restar fins al 1947. El 1854 l'agència va passar sota autoritat de la recent creada Agència de l'Índia Central amb capital a Indore. Dins del Bundelkhand en aquestos anys alguns estats van desaparèixer, extints o confiscats:
- Jalaun, extingit el 1840
- Jhansi, extingit el 1853
- Jaitpur, extingit el 1849
- Khaddi, extingit
- Chirgaon (un dels jagirs Hashtbhaya), confiscat
- Purwa (un dels Chaubis de Kalinjar, és a dir una de les porcions governades per la família dels Chaubis al districte de Kalinjar), confiscat
- Bijeraghogarh, confiscat
- Tiroha, confiscat
- Shahgarh, confiscat el 1857
- Banpur, confiscat el 1857 (havia estat reclamat per Gwalior que el reclamava com a part de les conquestes del districte de Chanderi del 1831, però la reclamació no fou admesa, però el 1860 fou entregat a Gwalior, junt amb Jhansi, per un tractat particular).

L'annexió de Jhansi fou protestada per la rani, a la que es va negar el seu dret a adoptar; també algunes mesures britàniques s'havien fet impopulars, com les matances de ramats; el 1857 Jhansi es va unir molt majoritàriament a la revolta; el fort fou ocupat pels amotinats i els oficials europeus massacrats. La rani es va posar al front de la rebel·lió i les seves forces van capturar els territoris veïns britànics i alguns dels estats de la zona. La rani va morir en combat a Gwalior el 1858 com una heroïna. Fins al novembre de 1858 els anglesos no van poder tornar a Jhansi. Llavors Jhansi fou concedida a Gwalior el 1860, però després bescanviada el 1886 retornant als britànics (que van cedir el fort de Gwalior i Morar al maharajà local). El 1865 l'assistent polític de Bundelkhand fou substituït per un agent polític quedant restablerta l'agència de Bundelkhand de la que en fou segregada la part oriental que va formar l'agència de Baghelkhand el 1871. Els estats llistats el 1881 eren: 
- Orchha
- Datia
- Samthar
- Ajaigarh
- Alipura
- Jagirs Hashtbhaya
  - Dhurwai
  - Bijna
  - Tori-Fatehpur
  - Pahari Binka
- Baraunda
- Baoni
- Beri
- Bihat
- Bijawar
- Charkhari
- Els Chaubis de Kalinjar
  - Paldeo
  - Pahra
  - Taraon
  - Bhaisaunda
  - Kamta-Rajaula
- Chhatarpur (també esmentat com Chhattarpur)
- Garrauli
- Gaurihar
- Jaso
- Jigni
- Khaniadhana
- Lughasi
- Naigawan
- Ribdi
- Panna
- Belhari
- Sarila

L'estat de Khaniadhana fou transferit sota autoritat del resident de Gwalior el 1888. El 1896 Baraunda, Jaso i els cinc jagirs Chaubi foren transferits al Baghelkhand. El 1901 hi havia 9 estats amb tractats, 1 thakurat protegit, 13 estats de sanad, i la pargana d'Alampur d'Indore amb una superfície de 25514 km² i una població d'1.308.326 habitants. Aquestos estats eren:
- Ajaigarh
- Alipura
- Banka-Pahari
- Baoni
- Beri
- Bihat
- Bijawar
- Bijna
- Charkhari
- Chhatarpur
  - Bilheri (thakurat garantit)
- Datia
- Dhurwai
- Garrauli
- Gaurihar
- Jigni
- Lugasi
- Naigawan Rebai o simplement Nagaiwan
- Orchha
- Panna
- Samthar
- Sarila
- Tori-Fatehpur

El 1931 els estats de Baghelkhand excepte Rewa foren transferits al Bundelkhand que va quedar amb els següents estats:
- Ajaigarh
- Alipura
- Banka-Pahari
- Baraunda
- Baoni
- Beri
- Bhaisaunda
- Bihat
- Bijawar
- Bijna
- Charkhari
- Chhatarpur
  - Bilheri (thakurat garantit)
- Datia
- Dhurwai
- Garrauli
- Gaurihar
- Jaso
- Jigni
- Kamta Rajaula
- Kothi
- Lugasi
- Maihar
- Naigawan Rebai o simplement Naigawan
- Nagod
- Orchha
- Pahra
- Paldeo
- Panna
- Samthar
- Sarila
- Sohawal
- Taraon
- Tori-Fatehpur